# 达沃斯
达沃斯 （德語、法語：Davos；意大利語：Tavate；羅曼什語：Tavau）是瑞士東部的一個城鎮，隸屬格勞賓登州。2003年12月人口為10,998人。以冬季運動和每年在那裡召開的達佛斯論壇知名。达沃斯是瑞士最大的滑雪胜地之一，拥有六个滑雪场，其中帕森(Parsenn)是其中最大也最受欢迎的滑雪场。

## 姐妹城市
- 法國沙莫尼
- 日本真田町 (2006年3月6日與上田市合併，由後者繼承姐妹城市地位)
- 美国阿斯彭

## 旅游胜地
最早达沃斯是靠空气出名。19世纪时肺结核还是不治之症，而达沃斯因为海拔高，四面环山，空气干爽清新，是各种肺病患者最佳的疗养地，当时城里的医院鳞次栉比。虽然现在很多医院已经改建成了酒店，但达沃斯在医学界的地位不减当年，每年仍有不少国际医学大会在这儿举行。 
1877年，欧洲最大的天然冰场在达沃斯落成，世界级的选手都在这里训练。此外达沃斯还有一座冰雪体育馆。每年这里的国际赛事不断，让体育爱好者大饱眼福。

## 交通状况
达沃斯只有二条主要的道路，区域内的交通和瑞士主要的大城一样，以巴士为主要交通工具。其为旅馆和商店聚集的普罗姆纳（Promenade）街及达尔街（Talstrasse），这两条街都是单行道，只有巴士可以逆向行驶。如果想看到达沃斯全景，可沿着普罗姆纳街向东走，遇布尔街（Buolstrasse）之后，再往上行即可看到。一般游客可在住宿的饭店，购得"Guest Card"，使用于当地的巴士及火车等交通工具。